# Villa San Pietro
Villa San Pietro (en sardo: Santu Perdu, en campidanés: Santu Pedru) es un municipio de Italia de 1.778 habitantes en la ciudad metropolitana de Cagliari, región de Cerdeña. Está situado a 25 km al suroeste de Cagliari.
El municipio está situado en una llanura a los pies del monte Punta sa Cresia. En 1927 formaba parte de Pula, hasta que en 1948 consiguieron la autonomía. De la época nurágica resta una nuraga y cinco tumbas de los gigantes, aunque sólo una de ellas se encuentra en buen estado de conservación. Destaca la iglesia de San Pietro, construida en el siglo XIII y de estilo románico-gótico.

## Fiestas
La fiesta del municipio se celebra el 29 de junio, fecha de la muerte de su santo patrón San Pedro. Durante el evento se realiza la procesión del Santo, y se organizan espectáculos gratuitos de artistas locales. La formación del coro parroquial, compuesto principalmente por niños, se ha convertido en una tradición.

## Evolución demográfica
| Gráfica de evolución demográfica de Villa San Pietro entre 1861 y 2001 |
|                                                                        |
| Fuente ISTAT - Elaboración gráfica de Wikipedia                        |